# Карлос Мартинез
Карлос Мартинез (шп. Carlos Martínez; Правија, 30. септембар 1955) je шпански пантомимичар. Учествовао је у формирању разноликих позоришних трупа и предавао пантомиму и глуму у државним школама, на универзитету Сарагосе и на бројним међународним уметничким радионицама. Објавио је два приручника о пантомими — „У тишини” и „Реч пантомимичара”.

## Биографија
Карлос Мартинез је рођен 30. септембра 1955. године у Правији (Астурија) у Шпанији. Са дванаест година је отишао у Барселону, главни град и административни центар аутономне регије Каталоније, где је открио своју љубав према глуми. Пошао је у школу пантомиме „Taller de Mimo y Teatro Contemporáneo” (1980) , у уметничку школе глуме „El Timbal” (1981) и студирао код професора (ментора) попут Мануела Карлоса Лила и Хорхеа Вере (1982—1987).
Будући да је радио оно што не зависи од било каквог превода, почев од 1982. године, нашао је отворен пут ка сцени широм Европе и у земљама попут Бразила, Канаде, Чилеа, Филипинија, Русије, Јужне Африке и САД. Активно је обилазио Европу са Захори позоришном трупом (1996—1998) представљајући "Златно правило / Научите радећи —празник (прослава) наших различитости  у отвореној Европи". Овај пројекат подразумевао је употребу драме у образовању одраслих и био је спонзорисан од стране Сократ Фонда ЕУ.
Током година, појављује се шест дугометражних програма: хумористичан соло шоу, као што су „Ручно” и „Књиге без речи”, програми тематског концепта попут „Моја Библија” и „Људска права”, а недавно, за свој 25. и 30. јубилеј, приказао је „Време за прославу” (2007) и „Фатаморгану” (2012). Програми његове заједничке сарадње укључују „Тиху ноћ” (изведено у ансамблу са неким од његових напредних студената), „PianOmime” (са немачким пијанистом-композитором, Јоханом Ничем), „Still & Stark” (са Андреасом Малесом) и „Klassisch!” са француским пијанистом Шанијем Дилуком.
Курсеви и семинари су важна компонента у каријери глумца. Од обичних радионица пантомиме за почетнике све до напредних радионица за професионалне глумце. За учитеље и пословне људе то су интерактивне радионице за убеђивање без речи и комуникације. Он се концентрише на вештине динамике тела, како би речима и покретима дао дубље значење на местима и у ситуацијама сукоба. На међународним конференцијама он прилагођава своја дела у „Mime à la Carte”, да би угодио специфичним захтевима организатора или спонтаним изразима лица гледалаца.